# Casiano Delvalle
Casiano Delvalle (Paraguai, 13 d'agost de 1970) és un futbolista paraguaià que disputà tres partits amb la selecció del Paraguai.